# Sheram
Sheram är ett studioalbum av den armeniska sångaren Sirusho. Det gavs ut år 2005 och innehåller 10 låtar.

## Låtlista
| Nr  | Titel               | Längd |
| --- | ------------------- | ----- |
| 1.  | Shorora             | 4:33  |
| 2.  | Du Im Musan Es      | 3:14  |
| 3.  | Champed Kspasem     | 4:14  |
| 4.  | Qezanits Mas Chunim | 5:56  |
| 5.  | Olor-molor          | 4:37  |
| 6.  | Mi Bala E           | 3:27  |
| 7.  | Ser Im Sirun Es     | 3:32  |
| 8.  | Alvan Varder        | 3:08  |
| 9.  | Sirunner            | 3:25  |
| 10. | Halal Era           | 3:28  |